# Del Crandall
Delmar Wesley Crandall (Ontario, California; 5 de marzo de 1930 - Mission Viejo, California; 5 de mayo de 2021) fue un mánager y  jugador profesional de béisbol estadounidense. Jugó como receptor en las Grandes Ligas y jugó la mayor parte de su carrera con los Boston y Milwaukee Braves, (actual Atlanta Braves). Lideró la liga en asistencias, un récord de seis veces, en porcentaje de fildeo cuatro veces y en apagones tres veces. Crandall fue el último jugador vivo que jugó para los Boston Braves.

## Primeros años
Crandall nació en Ontario, California el 5 de marzo de 1930. Fue el segundo de los tres hijos de Richard y Nancy Crandall, ambos empleados en la industria del envasado de cítricos. Se crio en Fullerton y asistió a Fullerton Union High School. Crandall jugó como receptor para el equipo de la escuela y para el equipo local de béisbol de la American Legion. Fue contratado como agente libre aficionado por los Boston Braves antes de la temporada de 1948.

## Carrera profesional

### Carrera como jugador (1949-1966)
Crandall jugó menos de dos temporadas en las ligas menores de 1948 a 1949. Hizo su debut en la MLB el 17 de junio de 1949, a la edad de 19 años, ingresando como corredor emergente en la última entrada de una derrota por 7-2 ante los Rojos de Cincinnati. Él apareció en 146 juegos para Boston en 1949-1950, antes de entrar en el servicio militar durante la Guerra de Corea. Crandall tomó el puesto de receptor regular de Walker Cooper en 1953 y lo mantuvo durante ocho años, manejando lanzadoresde los Braves como el zurdo Warren Spahn y los diestros Lew Burdette y Bob Buhl. Entre 1953 y 1959, el cuerpo de lanzadores de los Braves terminó primero o segundo en la Liga Nacional en promedio de carreras ganadas por equipo todos los años, excepto en 1955. Burdette le dio crédito a Crandall por parte de su éxito diciendo: "Yo nunca, bueno, casi nunca tengo que deshacerme de él. Él conoce el trabajo como nadie más, y puedes tener fe en su juicio". El 11 de septiembre de 1955, con los Braves detrás de los Filis de Filadelfia 4-1 con dos outs y una cuenta de 3-2 en la novena entrada, Crandall conectó un jonrón de Grand Slam para ganar el juego. Los Braves ganaron los banderines de la Liga Nacional en 1957 y 1958, también terminaron en segundo lugar cinco veces entre 1953 y 1960, y capturaron el campeonato de la Serie Mundial de 1957, (el primer título de la franquicia desde 1914). Aunque bateó .211 en la Serie de 1957 contra los Yankees, Crandall conectó un jonrón en solitario para el último recuento de los Bravos en la victoria por 5-0 en el decisivo Juego 7.
Terminó décimo en la votación del Premio al Jugador Más Valioso de 1958 después de batear .272, empatando su mejor marca en ese punto, con récords personales en dobles y bases por bolas; también lideró la liga en outs, asistencias y promedio de fildeo, y ganó su primer Guante de Oro. En la Serie Mundial de 1958, nuevamente contra los Yankees, bateó .240; conectó otro jonrón en solitario del Juego 7, empatando el marcador 2-2 en la sexta entrada, aunque los Yankees anotaron cuatro carreras más para ganar el juego y la Serie.
Crandall promedió 125 juegos atrapados durante el pico de su carrera, pero se perdió la mayor parte de la temporada 1961 debido a problemas en el hombro, que le dio a Joe Torre la oportunidad de entrar. Si bien Crandall regresó para atrapar 90 juegos en 1962, bateando un récord personal de .297, convirtiéndose en su último equipo All-Star de la Liga Nacional y ganando su último Guante de Oro, pronto fue reemplazado por Torre como el receptor habitual de los Braves. En 1962 también se adelantó a Roy Campanella, estableciendo el récord de la Liga Nacional por porcentaje de fildeo en su carrera; sin embargo, Johnny Roseboro se adelantaría a él antes de que terminara su carrera. Después de 1963, los Braves lo canjearon a los San Francisco Giants en un acuerdo de siete jugadores; Jugó un papel de reserva en sus últimas tres temporadas de Grandes Ligas con los Giants (1964), los Pittsburgh Pirates (1965) y los Cleveland Indians (1966).

### Estadísticas de carrera
En 1,573 juegos en 16 temporadas, terminó con un promedio de bateo de .254 con 179 jonrones; sus 175 jonrones en la Liga Nacional solo estaban detrás de Campanella (242), Gabby Hartnett (236) y Ernie Lombardi (190) entre los receptores de la liga. Sus 1,430 juegos atrapados en la Liga Nacional solo estaban detrás de Al López, Hartnett y Lombardi. Ganó cuatro de los primeros cinco Guantes de Oro otorgados a un receptor de la Liga Nacional y empató otro récord al atrapar tres juegos sin hits. Se retiró con la cuarta mayor cantidad de jonrones de un receptor de la Liga Nacional, y su promedio de slugging de .404 también lo colocó entre los diez mejores receptores de la liga. Terminó su carrera entre los líderes de la carrera de Grandes Ligas en outs (4.º, 7352), oportunidades totales (8.º, 8200) y porcentaje de fildeo (5.º, .989) detrás del plato, y ocupó el cuarto lugar en la historia de la Liga Nacional en juegos atrapados. Crandall era un excelente jugador defensivo con un brazo fuerte; tiró al 45.44% de los corredores de bases que intentaron robarle una base, ubicándolo en el octavo lugar en la lista de todos los tiempos. Fue seleccionado como All-Star ocho veces durante su carrera: 1953-1956, 1958-1960, 1962. Un poderoso bateador diestro, superó la marca de 20 jonrones en tres ocasiones. Después de haber atrapado el juego sin hits de Jim Wilson el 12 de junio de 1954, agregó otro par en 1960 – Burdette el 18 de agosto y Spahn un mes después, el 16 de septiembre; los tres fueron contra los Philadelphia Phillies. Richard Kendall, de la Society for American Baseball Research, ideó un estudio no científico que clasificó a Crandall como el cuarto receptor fildeador más dominante en la historia de las Grandes Ligas.
Crandall y el lanzador Warren Spahn comenzaron 316 juegos como battery, solo superados por Mickey Lolich y Bill Freehan de cualquier dúo desde 1900.

### Carrera de dirección y radiodifusión (1972-1997)
Crandall finalmente se dedicó a la gestión y dirigió dos clubes de la Liga Americana, los Milwaukee Brewers (1972–75) y los Seattle Mariners (1983–84). En cada caso, fue contratado para intentar enderezar a un equipo perdedor a mitad de temporada, pero nunca disfrutó de una campaña ganadora con ninguno de los dos equipos y terminó con un récord de gestión de 364-469 (.437). Entre esos períodos de la Liga Americana, fue un gerente de gran éxito del principal club agrícola de Los Angeles Dodgers, los Albuquerque Dukes de la Triple-A Pacific Coast League, y también dirigió la Clase A San Bernardino Stampede de 1995 a 1997. Permaneció en la organización de los Dodgers como instructor de recepción especial hasta bien entrados los 60 años. También trabajó como locutor deportivo con el equipo de radio de los Chicago White Sox desde 1985 hasta 1988 y con los Cerveceros de 1992 a 1994. Desde agosto de 2020 hasta su deceso,  Crandall fue el último Boston Brave vivo, tras la muerte de Bert Thiel el 31 de julio.

## Vida personal
Crandall se casó con Frances Sorrells en 1951, un día antes de presentarse al servicio militar. Juntos tuvieron seis hijos: Del Jr., Ron, Billy, Jeff, Tim y Nancy. La familia se trasladó a Brookfield, Wisconsin en 1959.
Crandall falleció el 5 de mayo de 2021, en su casa en Mission Viejo, California. Tenía 91 años y padecía la enfermedad de Parkinson, enfermedades del corazón y sufrió varios derrames cerebrales antes de su deceso.